# الانتخابات العامة المكسيكية 2012
جرت انتخابات عامة في المكسيك في الأول من يوليو 2012 أدلى خلالها الناخبون أصواتهم في انتخابات:
- رئيس الجمهورية لمدة ستة سنوات خلفاً للرئيس فيليبي كالديرون لأن دستور المكسيك الحالي لا يسمح بإعادة انتخاب الرئيس لمرة ثانية.
- 500 عضو في مجلس النواب، منهم 300 وفق نظام الفوز للأكثر أصواتاً ومئتان بالتمثيل النسبي.
- 128 عضواً في مجلس الشيوخ (ثلاثة من كل ولاية وفق الفوز للأكثر أصواتاً و32 عضواً بالتمثيل النسبي من قوائم الأحزاب السياسية) لفترة ست سنوات.

بالإضافة إلى عدد من الانتخابات المحلية.

## إصلاحات نظام الانتخابات
أرسل الرئيس فيليبي كالديرون في ديسمبر 2009 مشروع قانون إلى الكونغرس يقترح تقليل عدد أعضاء المجلسين وتعديل آلية الانتخابات الرئاسية، ولم يتم إقراره بعد. وفي حال إقراره يفترض أن تطرأ التعديلات التالية:
- الجولة الثانية للتصويت في الانتخابات الرئاسية في حال عدم حصول أي من المرشحين على أغلبية مطلقة[1][2]
- عدد أعضاء مجلس الشيوخ 96، أي ثلاثة من كل ولاية يتم انتخابهم بالأغلبية لمدة ست سنوات قابلة للتجديد مرة واحدة
- عدد النواب الفيدراليين 400 نائب (240 بالأكثر أصواتاً و160 بالتمثيل النسبي) لفترة ثلاثة سنوات قابلة للتجديد.

## المرشحون
- عن حزب الفعل الوطني: خوسيفينا فاسكيس موتا
- عن حزب الثورة الديمقراطية: أندريس مانويل لوبيس أوبرادور
- عن الحزب الثوري المؤسساتي: إنريكه بينيا نييتو
- عن حزب التحالف الجديد [الإنجليزية]: غابرييل قادري دي لا توري

## النتائج
أعلنت هيئة الانتخابات الفيدرالية المكسيكية في 6 يوليو 2012 رسمياً عن فوز إنريكه بينيا نييتو المرشح عن الحزب الثوري المؤسساتي برئاسة المكسيك خلفاً للرئيس فيليبي كالديرون بعد أن حصل على 38.21% من أصوات الناخبين، متقدماً بوضوح على منافسه الأقرب أندريس مانويل لوبيس أوبرادور من حزب الثورة الديمقراطية الذي نال 31.59% وعلى خوسيفينا فاسكيس موتا من حزب الفعل الوطني، وكان نصيبها 25.41%. وتأتي هذه النتائج بعد إعادة فرز البطاقات من أكثر من نصف مراكز الاقتراع.